# イーストリー (イングランド)
イーストリー（Eastleigh）は、英国イングランド南東部、ハンプシャーにあるタウン。バラ・オブ・イーストリーの中心地。
フライ・フィッシングの名所であるイッチェン川の沿岸に位置する。

## 歴史
イーストリーの町ができたのは、紀元79年である。当時のローマ街道沿いに位置したこの町からは複数の遺物が出土しており、1908年の発掘調査では棺も見つかっている。
地名の由来は古英語で「森の中の東の空き地」を指す「イースト・リー（East Leah）」で、932年の時点でサクソン人がこの地名で呼んでいた記録が残っている。また1086年発行のドゥームズデイ・ブックには、「エストリー（Estleie）」という名で記録されていた。
1838年、ロンドン・アンド・サウス・ウェスタン鉄道（L&SWR）がサウサンプトン-ウィンチェスター間を開業させ、イーストリー近くにも駅の設置が決まった。駅自体はバートンという小さな村の近くに設置され、ビショップストーク・ジャンクション駅と名付けられた。その後1868年にバートンはイーストリーに組み込まれ、1つの教区を構成するようになった。また同年には2,300ポンドをかけて教区教会も建設されている。建設の際には小説家シャーロット・ヤングが建設費500ポンドを寄付しており、その功績によって彼女には新教区の名称を「バートン」か「イーストリー（Eastly）」のどちらにするか決める権利が与えられた。彼女は「イーストリー」を選んだが、発音はより現代的なEastleighとするようにした。1891年にはロンドンのナイン・エルムズにあったL&SWRの客車・貨車工場がイーストリーへ移転してきた。その後1909年にはさらに蒸気機関車工場も移転している。これらの工場は移転から100年以上操業し、2006年に閉鎖された。
イーストリーでは住民数・工業・商業全てにおいて非常に成長しており、バラ・オブ・イーストリーはイギリスのテレビ局チャンネル4の「イギリスで最も住みやすい町ランキング2006」で第9位にランクインした。
1918年にはアメリカ海軍航空隊の基地が設置され、第一次世界大戦では北部爆撃隊がこの基地に配属された。なお同基地は戦後休戦協定が結ばれてすぐに廃止となった。

## 教育
継続教育機関
- バートン・ぺヴェリル・シックス・フォーム・カレッジ（英語版）
- イーストリー・カレッジ（英語版）

コミュニティ・スクール
- クレストウッド・コミュニティ・スクール（英語版）

## 宗教施設

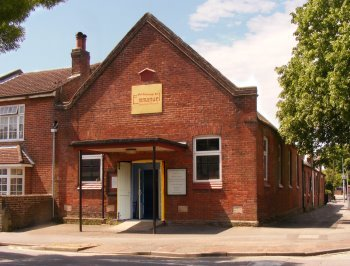
エマニュエル・バプテスト教会

- 聖公会：諸聖徒教会[18]
- ローマ・カトリック：聖十字教会[19]
- バプテスト
  - エマニュエル・バプテスト教会[20]
  - ユニオン・バプテスト教会[21]
- メソジスト：聖アンデレ・メソジスト教会[22]

## スポーツ
サッカー
- イーストリーFC：ナショナルリーグ（5部相当）所属

バスケットボール
- ソレント・ケストレルズ（英語版）：イングランドNBL（英語版）ディヴィジョン1所属

ホッケー
- イーストリー・レディース・ホッケー・クラブ：ハンプシャー・ウィメンズ・リーグ所属

ラグビーユニオン
- イーストリー・ラグビー・フットボール・クラブ：ロンドン2・サウスウェスト（英語版）（7部相当）所属

## 交通

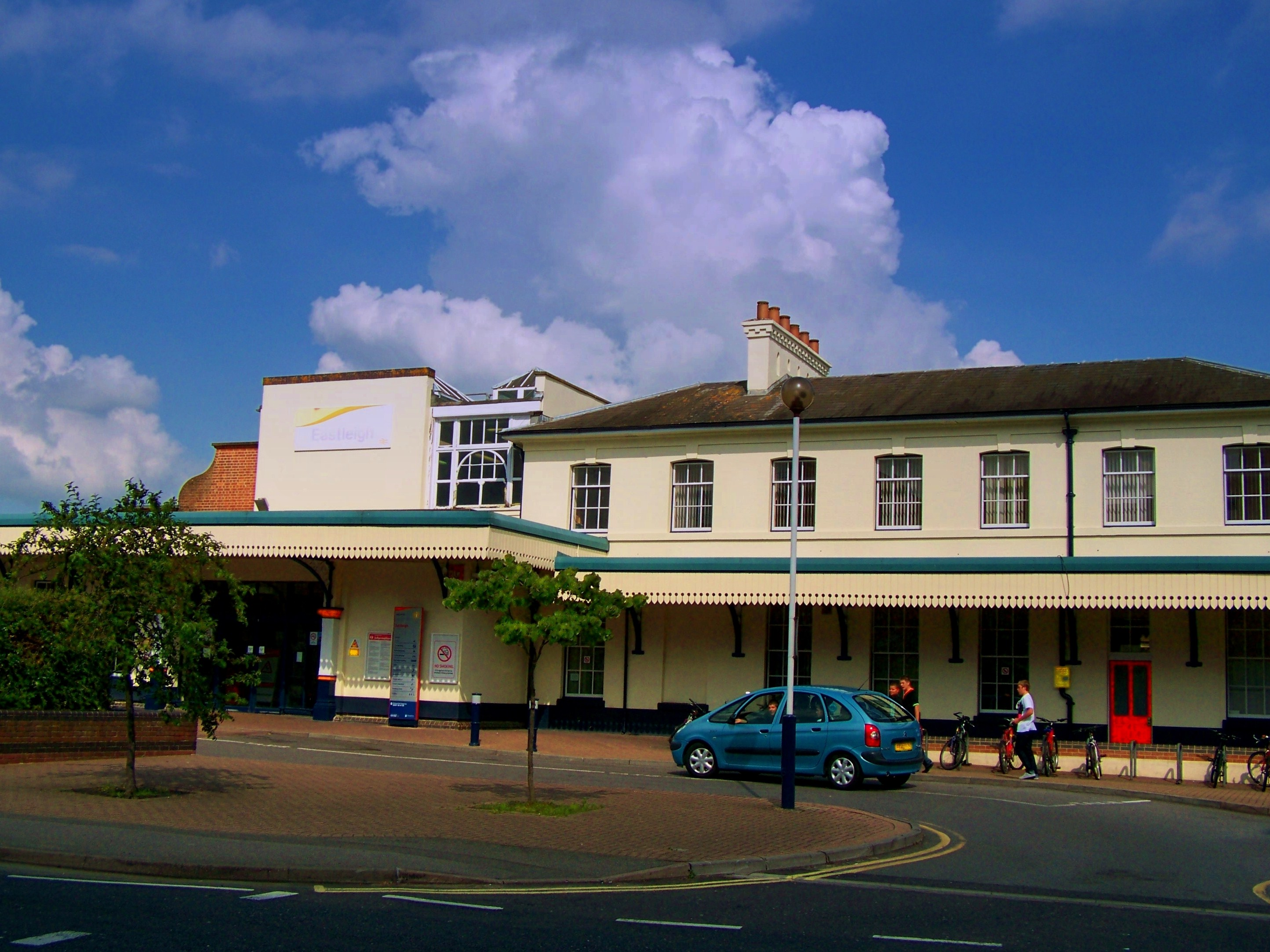
イーストリー駅（2009年）

航空
- サウサンプトン空港

鉄道
- イーストリー駅（英語版）：サウス・ウェスト本線（英語版）

## 姉妹都市
- ヴィルヌーヴ＝サン＝ジョルジュ（フランス共和国 イル＝ド＝フランス地域圏 ヴァル＝ド＝マルヌ県）
- コルンヴェストハイム（ドイツ連邦共和国 バーデン＝ヴュルテンベルク州 シュトゥットガルト行政管区）
- テンプル・テラス（英語版）（アメリカ合衆国 フロリダ州 ヒルズボロ郡）